# Базилика Мученика Угандских
Базилика Мученика Угандских (енг. Barsilica of the Uganda Martyrs) је римокатоличка црква посвећена угандским мученицима.

## Локација
Базилика се налази у Намугонгу, у општини Кира у дистрикту Вакисо у Централној Уганди. Намугонго се налази на око 15 километара североисточно од главног града Кампале.

## Историја
Намугонгшки мученици су први пут помињани од стране покојног Џошуа Серуфуса-Заке 
(1884 - 1985). Џошуа је изградио базилику на месту где су била светилишта за 
молитву.
Његово интересовање за хришћанство је било појачано учешћем свога оца у ратовима који су довели хришћанство у Уганду. Џошуов отац, Семеј Мусоке Серума Катигинија је из ратова стекао надимак „Нгубу“, што може бити од интереса јер је Џошуа рођен 1884. године, само годину дана после убиства угандских мученика.

## Преглед
Изградња базилике је почела 1965. године, а изградња је завршена 1968. године. Базилика је седиште Римокатоличке архиепископије Кампала. Изграђена је у близини места где су изгорели Свети Луис Лванга и Свети Кизито 1886. године по наређењу Кабака Мукаса Басамулекере Мванга II.